# Dicranota bimaculata
Dicranota bimaculata är en tvåvingeart som först beskrevs av Theodor Emil Schummel 1829.  Dicranota bimaculata ingår i släktet Dicranota och familjen hårögonharkrankar. Arten är reproducerande i Sverige. Inga underarter finns listade i Catalogue of Life.